# Triphleba bicornuta
Triphleba bicornuta är en tvåvingeart som först beskrevs av Gabriel Strobl 1909.  Triphleba bicornuta ingår i släktet Triphleba och familjen puckelflugor. Arten är reproducerande i Sverige. Inga underarter finns listade i Catalogue of Life.